# Dukla (górnictwo)

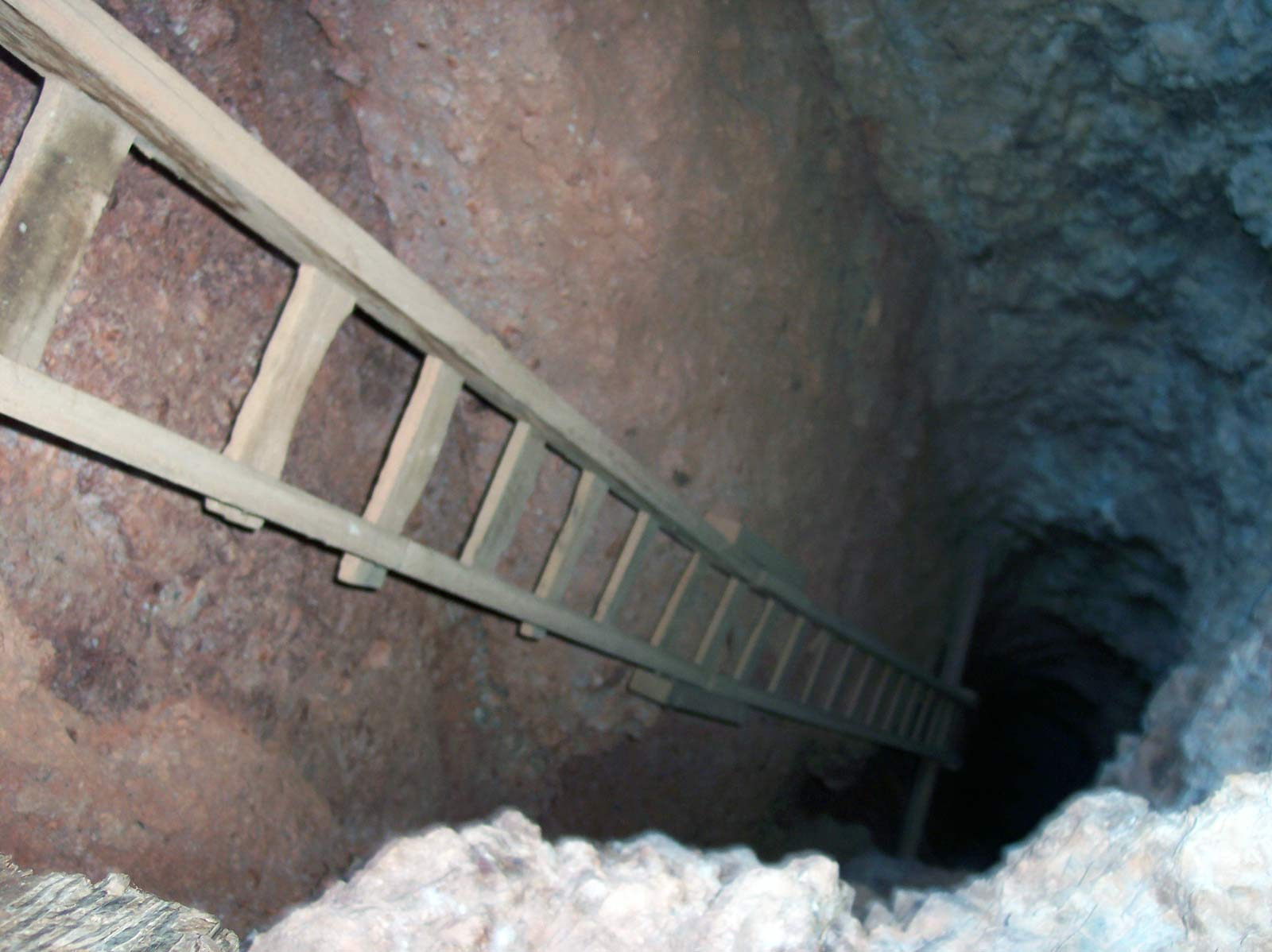
Szyb o cechach dukli w Black Mountains, Arizona, USA

Dukla – pionowe wyrobisko o niewielkim przekroju, najczęściej prostokątnym, bez obudowy , wykonywane w celu badania lub poszukiwania złoża , w kopalniach rudy służące również do wydobycia (tzw. sposób duklowy). Ręczne wydobycie urobku rudy duklą to zrażanie.

Rodzaje:
- dukla chodnikowa – wąskie pionowe wyrobisko, łączące dwa poziome wyrobiska, wykonane dla przejścia ludzi, również dla transportu urobku[3]
- dukla wentylacyjna – wyrobisko zapewniające przewietrzanie wybranego obszaru eksploatacji[5]
- dukla wiertnicza – szybik głęboki na około 8 metrów, wykorzystywany podczas prac wiertniczych w celu umieszczenia części przewodu wiertniczego i rury kierowniczej[3]

Duklami nazywano także dawniej biedaszyby w Zagłębiu Dąbrowskim .